# Kozłów (gmina Wyśmierzyce)
Kozłów – wieś w Polsce położona w województwie mazowieckim, w powiecie białobrzeskim, w gminie Wyśmierzyce.
| SIMC    | Nazwa    | Rodzaj    |
| ------- | -------- | --------- |
| 0642023 | Pabianki | część wsi |

W latach 1975–1998 miejscowość należała administracyjnie do województwa radomskiego.
Wierni Kościoła rzymskokatolickiego należą do parafii św. Stanisława w Kostrzynie.